# Fernando Ribeiro
Fernando Ribeiro es el vocalista de Moonspell. Nació el 26 de agosto de 1974 en una maternidad pública en Lisboa, Portugal. 

## Biografía
Creció en Brandoa, cerca de Lisboa. Durante su pubertad escribió varios poemas bajo el pseudónimo de Langsuyar T. Rex (Tenebrarum Rex, Rey de las Tinieblas), que más tarde utilizaría en la temática de sus canciones junto a Moonspell.
Estudia Filosofía en la Facultad de Letras de la Universidad de Lisboa en Portugal, donde conoce a varios humanistas portugueses. Es aquí donde recibe variada influencia filosófica, llegando en momentos en sus canciones a citar a Nietzsche, Pessoa y a José Luís Peixoto.
En 1992 inicia su proyecto musical, una agrupación llamada Morbid God del género Black metal. 
Luego empieza la etapa con Moonspell, con un ligero cambio de nombre, siguen en la escena Black Metal, transformándose poco a poco al género Gothic metal, pero manteniendo junto a Moonspell un proyecto paralelo Black Metal llamado Daemonarch.
Ha grabado junto a Volstad un cover a The Cure, la canción Apart. También ha participado en los grupos Angel y Thragedium.
Como escritor ha escrito 4 libros, tres de poesía y uno de relatos cortos, más una introducción a Os Melhores Contos de Howard Phillips Lovecraft el 2005. También escribe para una revista metalera portuguesa llamada LOUD! una columna mensual, titulada The Eternal Spectator.

## Discografía

### Junto a Morbid God
- Serpent Angel (1992).

### Junto a Moonspell

#### Demos
- Anno Satanæ (1993).

#### Álbumes
- Wolfheart (1995).
- Irreligious (1996).
- Sin / Pecado (1998).
- The Butterfly Effect (1999).
- Darkness and Hope (2001).
- The Antidote (2003).
- Memorial (2006).
- The Great Silver Eye (2007).
- Under Satanæ (2007).
- Night Eternal  (2008).
- Alpha Noir/Omega White  (2012).
- Extinct  (2015).
- 1755  (2017).

#### EP
- Under the Moonspell (1994).
- 2econd Skin (1997).
- I´ll see you in my dreams (2004)

#### Sencillos
- Wolves From The Fog / Goat on Fire (1994).
- Opium (1996).
- 2econd Skin (1997)
- Butterfly FX (1999)
- Nocturna (2001)
- Everything Invaded (2003)
- Finisterra (2006)
- Night Eternal (2008)

### Junto a Daemonarch
- Hermeticum (1998)

## Libros
- Como Escavar um Abismo 2001.
- As Feridas Essenciais 2004.
- Diálogo de Vultos 2007.
- Senhora Vingança 2011.